# Торговая община
Торго́вая общи́на (нем. Marktgemeinde) — поселение с правом рыночной торговли. В Баварии, Австрии и Южном Тироле статус присваивается общинам по историческим или формальным причинам. 

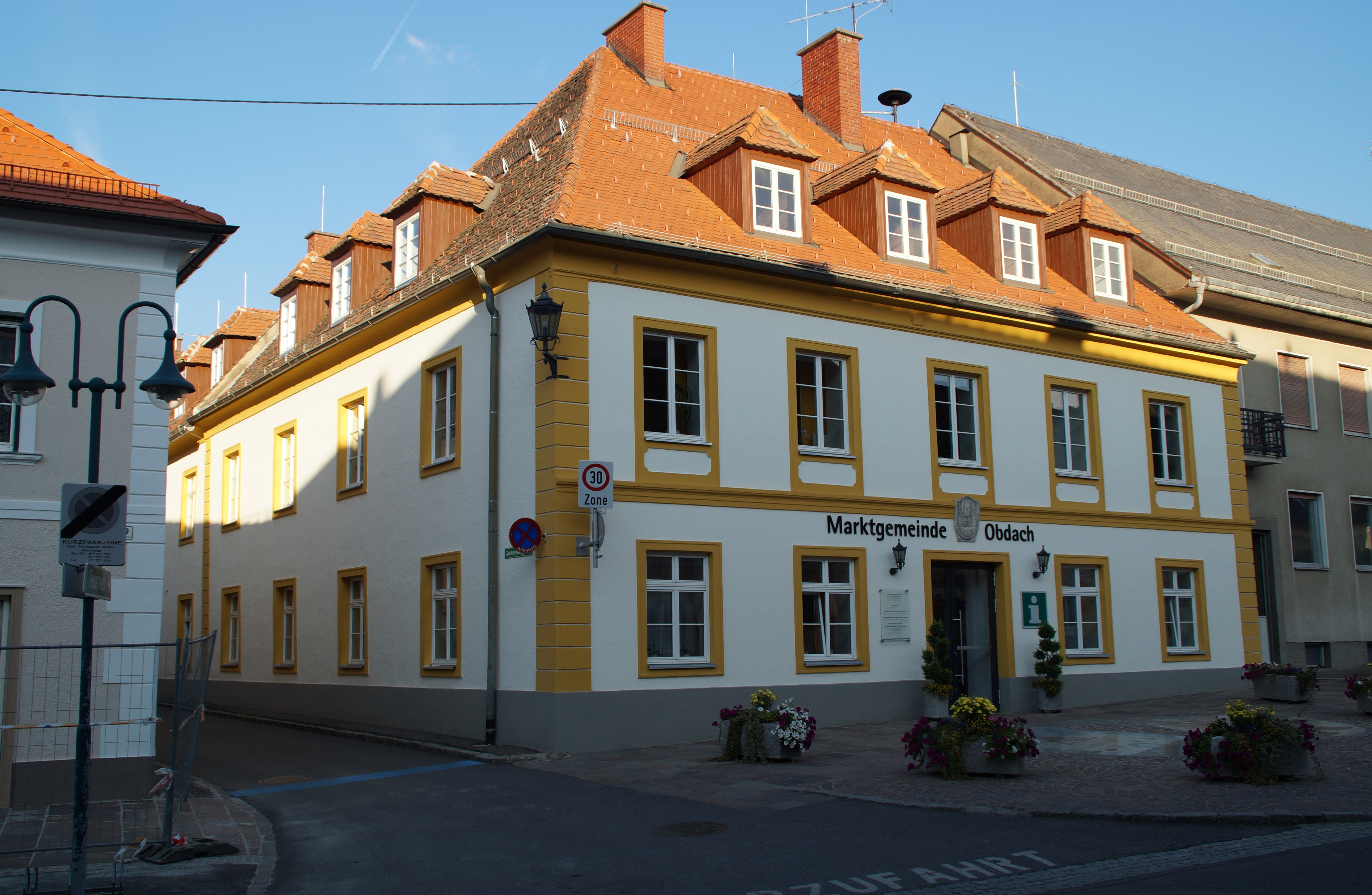
Марктгемайнде Обдах (район Мурталь в Штирии, Австрия)

В каких-то случаях использование слова Markt в названии общины не является обязательным, например, Цурндорф (Zurndorf), в каких-то является неотъемлемой частью названия, например, Марктбергель (Marktgemeinde Marktbergel), Марктграйц (Marktgraitz), Марктлойгаст (Marktleugast), Марктродах (Marktrodach), Марктшелленберг (Marktschellenberg), Марктшоргаст (Marktschorgast), Марктцойльн (Marktzeuln) или его составной частью (например, Маркт-Алльхау (Markt Allhau), Фишаменд-Маркт (Fischamend-Markt).